# Leptopholcus signifer
Leptopholcus signifer is een spinnensoort uit de familie trilspinnen (Pholcidae). De soort komt voor in Congo en is de typesoort van het geslacht Leptopholcus.